# サウジアラビアの世界遺産
サウジアラビアの世界遺産（サウジアラビアのせかいいさん）はユネスコの世界遺産に登録されているサウジアラビア国内の文化・自然遺産の一覧。

## 文化遺産
- アル＝ヒジュルの考古遺跡（マダイン・サーレハ） - （2008年）
- ディルイーヤのツライフ地区 - （2010年）
- メッカの玄関にあたる歴史都市ジッダ - （2014年）
- サウジアラビアのハーイル地方の岩絵 - （2015年）
- アハサー・オアシス、進化する文化的景観 - （2018年）
- ヒマー文化圏 - （2021年）

## 自然遺産
- ウルク・バニ・マアリッド - （2023年）

## 複合遺産
ありません。